# 薩特爾 (明尼蘇達州)
薩特爾（英語：Sartell）是一個位於美國明尼蘇達州本頓縣及斯特恩斯縣的城市。

## 人口
根據2020年美國人口普查的數據，薩特爾的面積為27.00平方千米，當中陸地面積為26.33平方千米，而水域面積為0.67平方千米。當地共有人口19351人，而人口密度為每平方千米717人。